# Никель
| 28        | Никель |
| Ni58,6934 |        |
| 3d84s2    |        |

Ни́кель (химический символ — Ni, от лат. Niccolum) — химический элемент 10-й группы (по устаревшей классификации — побочной подгруппы восьмой группы, VIIIB), четвёртого периода периодической системы химических элементов Д. И. Менделеева, с атомным номером 28.
Простое вещество никель — это пластичный, ковкий, переходный металл серебристо-белого цвета. При обычных температурах на воздухе покрывается тонкой плёнкой оксида. Химически малоактивен.

## Происхождение названия
Элемент получил своё название от имени духа гор (ср. нем. Nickel — озорник) немецкой мифологии, который «подбрасывал» искателям меди минерал красного цвета, похожий на медную руду (ныне известный как никелин)

## История
Никель открыт в 1751 г. Однако задолго до этого саксонские горняки хорошо знали руду, которая внешне походила на медную и применялась в стекловарении для окраски стёкол в зелёный цвет. Все попытки получить из этой руды медь оказались неудачными, в связи с чем в конце XVII в. руда получила название купферникель (Kupfernickel), что переводится как «Медный упрямец» или «Медный озорник». Сейчас известно, что купферникель представляет собой минерал никелин — арсенид никеля NiAs. Эту руду в 1751 г. исследовал шведский минералог А. Кронстедт. Ему удалось получить из руды зелёный оксид и путём его восстановления — новый белый металл, который он назвал в честь духа по названию минерала — никель. В современном немецком языке «купферникелем» называют сплав мельхиор.
Никкел — ругательное слово на языке горняков. Оно образовалось из искажённого Nicolaus — родового слова, имевшего несколько значений. Но главным образом слово Nicolaus служило для характеристики двуличных людей; кроме того, оно обозначало «озорной маленький дух», «обманчивый бездельник» и т. д. В русской литературе начала XIX в. употреблялись названия «николан» (Шерер, 1808 и Захаров, 1810), «николь» и «никель» (Двигубский, 1824).

## Физические свойства
Никель — серебристо-белый металл, не тускнеет на воздухе. Имеет гранецентрированную кубическую решетку с периодом a = 0,35238 нм, пространственная группа Fm3m. В чистом виде весьма пластичен и поддается обработке давлением. Является ферромагнетиком с точкой Кюри 358 °C.
- Удельное электрическое сопротивление 0,0684 мкОм∙м.
- Коэффициент линейного теплового расширения α=13,5∙10−6 K−1 при 0 °C
- Коэффициент объёмного теплового расширения β=38—39∙10−6 K−1
- Модуль упругости 196—210 ГПа.[9]
- Температура плавления = 1453 градуса Цельсия

## Химические свойства
Атомы никеля имеют внешнюю электронную конфигурацию 3d84s2. Наиболее устойчивым для никеля является состояние окисления Ni(II).
Никель образует соединения со степенью окисления +1, +2, +3 и +4. При этом соединения никеля со степенью окисления +4 редкие и неустойчивые.
Оксид никеля Ni2O3 является сильным окислителем.
Никель характеризуется высокой коррозионной стойкостью — устойчив на воздухе, в воде, в щелочах, в ряде кислот. Химическая стойкость обусловлена его склонностью к пассивированию — образованию на его поверхности плотной оксидной плёнки, обладающей защитным действием. Никель активно растворяется в разбавленной азотной кислоте:
{\displaystyle {\mathsf {3Ni+8HNO_{3}(30\%)\rightarrow 3Ni(NO_{3})_{2}+2NO+4H_{2}O}}}
и в горячей концентрированной серной:
{\displaystyle {\mathsf {Ni+2H_{2}SO_{4}\rightarrow NiSO_{4}+SO_{2}+2H_{2}O}}}
С соляной и с разбавленной серной кислотами реакция протекает медленно. Концентрированная азотная кислота пассивирует никель, однако при нагревании реакция всё же протекает (основной продукт восстановления азота — NO2).
С оксидом углерода CO никель легко образует летучий и очень ядовитый карбонил Ni(CO)4.
Тонкодисперсный порошок никеля пирофорный (самовоспламеняется на воздухе).
Никель горит только в виде порошка. Образует два оксида NiO и Ni2O3 и соответственно два гидроксида Ni(OH)2 и Ni(OH)3. Важнейшие растворимые соли никеля — ацетат, хлорид, нитрат и сульфат. Водные растворы солей окрашены обычно в зелёный цвет, а безводные соли — жёлтые или коричнево-жёлтые. К нерастворимым солям относятся оксалат и фосфат (зелёные), три сульфида: NiS (черный), Ni3S2 (желтовато-бронзовый) и Ni3S4 (серебристо-белый). Никель также образует многочисленные координационные и комплексные соединения. Например, диметилглиоксимат никеля Ni(C4H6N2O2)2, дающий чёткую красную окраску в кислой среде, широко используется в качественном анализе для обнаружения никеля.
Водные растворы солей никеля(II) содержат ион гексаакваникеля(II) [Ni(H2O)6]2+. При добавлении к раствору, содержащему эти ионы, аммиачного раствора происходит осаждение гидроксида никеля(II), зелёного желатинообразного вещества. Этот осадок растворяется при добавлении избыточного количества аммиака вследствие образования ионов гексааминникеля(II) [Ni(NH3)6]2+.
Никель образует комплексы с тетраэдрической и с плоской квадратной структурой. Например, комплекс тетрахлороникелат(II) [NiCl4]2− имеет тетраэдрическую структуру, а комплекс тетрацианоникелат(II) [Ni(CN)4]2− имеет плоскую квадратную структуру.
В качественном и количественном анализе для обнаружения ионов никеля(II) используется щелочной раствор бутандиондиоксима, известного также под названиями диметилглиоксим и реактив Чугаева. То, что это вещество является реактивом на никель, установил в 1905 году Л. А. Чугаев. При его взаимодействии с ионами никеля(II) образуется красное координационное соединение бис(бутандиондиоксимато)никель(II). Это — хелатное соединение, и бутандиондиоксимато-лиганд является бидентатным.

## Нахождение в природе
Никель довольно распространён в природе — его содержание в земной коре составляет ок. 0,01 % (масс.). В земной коре встречается только в связанном виде, в железных метеоритах содержится самородный никель (от 5 до 25 %). Содержание его в ультраосновных породах примерно в 150 раз выше, чем в кислых (1,2 кг/т и 8 г/т). В ультраосновных породах преобладающее количество никеля связано с оливинами, содержащими 0,13—0,41 % Ni. Он изоморфно замещает железо и магний. Небольшая часть никеля присутствует в виде сульфидов. Никель проявляет сидерофильные и халькофильные свойства. При повышенном содержании в магме серы возникают сульфиды никеля вместе с медью, кобальтом, железом и платиноидами. В гидротермальном процессе совместно с кобальтом, мышьяком и серой и иногда с висмутом, ураном и серебром, никель образует повышенные концентрации в виде арсенидов и сульфидов никеля. Никель обычно содержится в сульфидных и мышьяк-содержащих медно-никелевых рудах.
- никелин (красный никелевый колчедан, купферникель) NiAs
- хлоантит (белый никелевый колчедан) (Ni, Co, Fe)As2
- гарниерит (Mg, Ni)6(Si4O11)(OH)6·H2O и другие силикаты
- магнитный колчедан (Fe, Ni, Cu)S
- герсдорфит (мышьяково-никелевый блеск) NiAsS
- пентландит (Fe,Ni)9S8

В растениях в среднем 5⋅10−5 весовых процентов никеля, в морских животных — 1,6⋅10−4, в наземных — 1⋅10−6, в человеческом организме — 1,2⋅10−6. О никеле в организмах известно уже немало. Установлено, например, что содержание его в крови человека меняется с возрастом, что у животных количество никеля в организме повышено, наконец, что существуют некоторые растения и микроорганизмы — «концентраторы» никеля, содержащие в тысячи и даже в сотни тысяч раз больше никеля, чем окружающая среда.

### Месторождения никелевых руд
Основные месторождения никелевых руд находятся в Канаде, России (Мурманская область, Норильский промышленный район, Урал, Воронежская область), ЮАР, Албании, Греции, Новой Каледонии, Украине и Кубе.
Наибольшими запасами никеля в мире по данным 2024 года обладают Индонезия (55 млн тонн) и Австралия (24 млн тонн). 

### Природные изотопы никеля
Природный никель содержит 5 стабильных изотопов: 58Ni (68,27 %), 60Ni (26,10 %), 61Ni (1,13 %), 62Ni (3,59 %), 64Ni (0,91 %). Существуют также искусственно созданные изотопы никеля, самые стабильные из которых — 59Ni (период полураспада 100 тысяч лет), 63Ni (100 лет) и 56Ni (6 суток).

## Добыча и получение
Общие запасы никеля в рудах на начало 1998 года оцениваются в количестве 135 млн т., в том числе достоверные — 49 млн т. Основные руды никеля — никелин (купферникель) NiAs, миллерит NiS, пентландит (Fe,Ni)9S8 — содержат также мышьяк, железо и серу; в магматическом пирротине также встречаются включения пентландита. Другие руды, из которых тоже добывают Ni, содержат примеси Co, Cu, Fe и Mg. Иногда никель является основным продуктом процесса рафинирования, но чаще его получают как побочный продукт в технологиях других металлов.
Из достоверных запасов, по разным данным, от 40 до 66 % никеля находится в «окисленных никелевых рудах» (ОНР), 33 % — в сульфидных, 0,7 % — в прочих. По состоянию на 1997 г. доля никеля, произведённого переработкой ОНР, составила порядка 40 % от общемирового объёма производства. В промышленных условиях ОНР делят на два типа: магнезиальные и железистые.
Тугоплавкие магнезиальные руды, как правило, подвергают электроплавке на ферроникель (5—50 % Ni+Co, в зависимости от состава сырья и технологических особенностей).
Наиболее железистые — латеритовые руды — перерабатывают гидрометаллургическими методами с применением аммиачно-карбонатного выщелачивания или сернокислотного автоклавного выщелачивания. В зависимости от состава сырья и применяемых технологических схем конечными продуктами этих технологий являются: закись никеля (76—90 % Ni), синтер (89 % Ni), сульфидные концентраты различного состава, а также металлические никель электролитный, никелевые порошки и кобальт.
Менее железистые — нонтронитовые руды — плавят на штейн. На предприятиях, работающих по полному циклу, дальнейшая схема переработки включает конвертирование, обжиг файнштейна, электроплавку закиси никеля с получением металлического никеля. Попутно извлекаемый кобальт выпускают в виде металла и/или солей. Ещё один источник никеля: в золе углей Южного Уэльса в Англии — до 78 кг никеля на тонну. Повышенное содержание никеля в некоторых каменных углях, нефтях, сланцах говорит о возможности концентрации никеля ископаемым органическим веществом. Причины этого явления пока не выяснены.
«Никель долгое время не могли получить в пластичном виде вследствие того, что он всегда имеет небольшую примесь серы в форме сульфида никеля, расположенного тонкими, хрупкими прослойками на границах металла. Добавление к расплавленному никелю небольшого количества магния переводит серу в форму соединения с магнием, которое выделяется в виде зерен, не нарушая пластичности металла».
Основную массу никеля получают из гарниерита и магнитного колчедана.
1. Силикатную руду восстанавливают угольной пылью во вращающихся трубчатых печах до железо-никелевых окатышей (5—8 % Ni), которые затем очищают от серы, прокаливают и обрабатывают раствором аммиака. После подкисления раствора из него электролитически получают металл.
2. Карбонильный способ (метод Монда). Вначале из сульфидной руды получают медно-никелевый штейн, над которым пропускают СО под высоким давлением. Образуется легколетучий тетракарбонилникель [Ni(CO)4], термическим разложением которого выделяют особо чистый металл.
3. Алюминотермический способ восстановления никеля из оксидной руды: 3NiO + 2Al = 3Ni +Al2O3

### Цены на никель
В течение 2012 года цены на никель колебались в пределах от 15,5 до 17,6 тыс. долл. за тонну.
В октябре 2021 г. цены в Шанхае достигли $24 067,64 за тонну, в Лондоне — $20 705 за тонну.
В начале 2024 г. мировые цены на никель упали до минимума с ноября 2020 г., опустившись ниже $16 000/т; никель дешевеет с начала января 2023 года, когда котировки достигали $31 200/т. В декабре 2024 года стоимость никеля на международном рынке составила $15 444,89 за тонну. 

### Прогнозы потребления и производства
По последним оценкам компании «Норникель», объем первичного потребления никеля в мире в 2023 году составит 3,22 млн тонн (рост на 7 % по отношению к прошлому году). Объем профицита рынка прогнозируется на уровне свыше 200 тыс. тонн. В 2024 году аналитики компании ожидают профицит на уровне 180 тыс. тонн.
В то же время «Норникель» прогнозирует объем производства никеля в 2023 году в размере 3,45 млн тонн (рост на 10 % год к году).

## Применение
В 2015 году 67 % потребления никеля пришлось на производство нержавеющей стали, 17 % на сплавы без железа, 7 % на никелирование и 9 % на прочие применения, такие как аккумуляторы, порошковая металлургия и химические реактивы.

### Сплавы
Никель является основой большинства суперсплавов — жаропрочных материалов, применяемых в аэрокосмической промышленности для деталей силовых установок.
- монель-металл (65—67 % Ni + 30—32 % Cu + 1 % Mn), жаростойкий до 500 °C, очень коррозионно-устойчив;
- мельхиор;
- белое золото (например, 585 пробы содержит 58,5 % золота и сплав (лигатуру) из серебра и никеля (или палладия));
- нихром, сплав никеля и хрома (80 % Ni + 20 % Cr);
- пермаллой (76 % Ni + 17 %Fe + 5 % Cu + 2 % Cr), обладает высокой магнитной восприимчивостью при очень малых потерях на гистерезис;
- инвар (65 % Fe + 35 % Ni), почти не удлиняется при нагревании;
- Кроме того, к сплавам никеля относятся никелевые и хромоникелевые стали, нейзильбер и различные сплавы сопротивления типа константана, никелина и манганина[26].

Никель присутствует в качестве компонента ряда нержавеющих сталей.

### Никелирование
Никелирование — создание никелевого покрытия на поверхности другого металла с целью предохранения его от коррозии. Проводится гальваническим способом с использованием электролитов, содержащих сульфат никеля(II), хлорид натрия, гидроксид бора, поверхностно-активные и глянцующие вещества, и растворимых никелевых анодов. Толщина получаемого никелевого слоя составляет 12—36 мкм. Устойчивость блеска поверхности может быть обеспечена последующим хромированием (толщина слоя хрома — 0,3 мкм).
Бестоковое никелирование проводится в растворе смеси хлорида никеля(II) и гипофосфита натрия в присутствии цитрата натрия:
{\displaystyle {\mathsf {NiCl_{2}+NaH_{2}PO_{2}+H_{2}O\rightarrow Ni+NaH_{2}PO_{3}+2HCl}}}
Процесс проводят при рН 4—6 и 95 °C.

### Прочее
Производство аккумуляторов
Производство железо-никелевых, никель-кадмиевых, никель-цинковых, никель-водородных, никель-металл-гидридных аккумуляторов.
Химическая технология
Во многих химико-технологических процессах в качестве катализатора используется никель Ренея.
Радиационные технологии
Нуклид 63Ni, излучающий β--частицы, имеет период полураспада 100,1 года и применяется в крайтронах, а также детекторах электронного захвата (ЭЗД) в газовой хроматографии.
Медицина
- Применяется при изготовлении брекет-систем (никелид титана).
- Протезирование.

Монетное дело
Никель широко применяется при производстве монет во многих странах.
В США монета достоинством в 5 центов носит разговорное название «никель».
Музыкальная промышленность
Также никель используется для производства обмотки струн музыкальных инструментов.

## Биологическая роль
Никель относится к числу микроэлементов, необходимых для нормального развития живых организмов. Однако о его роли в живых организмах известно немного. Известно, что никель принимает участие в ферментативных реакциях у животных и растений. В организме животных он накапливается в ороговевших тканях, особенно в перьях.
В XX веке было установлено, что поджелудочная железа очень богата никелем. При введении вслед за инсулином никеля продлевается действие инсулина и тем самым повышается гипогликемическая активность. Никель оказывает влияние на ферментативные процессы, окисление аскорбиновой кислоты, ускоряет переход сульфгидрильных групп в дисульфидные.

## Физиологическое действие
Никель и его соединения токсичны и канцерогенны.
Никель — основная причина аллергии (контактного дерматита) на металлы, контактирующие с кожей (украшения, часы, джинсовые заклепки). В 2008 году Американским обществом контактного дерматита никель был признан «Аллергеном года». В Европейском союзе ограничено содержание никеля в продукции, контактирующей с кожей человека. В России запрета на использование никеля в ювелирных украшениях и медицинской технике нет.
Никель может угнетать действие адреналина и снижать артериальное давление. Избыточное поступление никеля в организм вызывает витилиго. Депонируется никель в поджелудочной и околощитовидной железах.
Повышенное содержание никеля в почвах приводят к эндемическим заболеваниям — у растений появляются уродливые формы, у животных — заболевания глаз, связанные с накоплением никеля в роговице. Токсическая доза (для крыс) — 50 мг. Особенно вредны летучие соединения никеля, в частности, его тетракарбонил Ni(CO)4. ПДК соединений никеля в воздухе составляет от 0,0002 до 0,001 мг/м3 (для различных соединений).